# Leng Buai Iaschrijn
Leng Buai Iaschrijn is een taoïstische/Chinese tempel in Bangkok Chinatown aan de Thanon Charoen Krung. Het wordt gezien als de oudste Chinese tempel van Thailand. Volgens een stenen plaquette in de tempel is de tempel in 1658, tijdens de Ayutthaya periode van Thailand, gebouwd. Het werd gebouwd door Chaozhounezen die in het gebied handel dreven. Het hoofdaltaar is gewijd aan de god Leng Buai Ia (龙尾爷) en zijn echtgenote. Het linkeraltaar is van Gong Wu en de rechteraltaar is gewijd aan de godin van de zee, Tianhou. Vlak bij de ingang hangt een oude bel uit de Qing-dynastie. In de tempel hangen verschillende houten borden uit de regeerperiode van de Chinese keizer Kangxi. Op een andere bel staat de naam van Choen Thai Chue. De tempel heeft ook een cadeau gekregen van koning Chulalongkorn (Rama V), een grote wierookpot.